# 大切に育てた娘ハナ
大切に育てた娘ハナ（たいせつに そだてた むすめ ハナ、朝鮮語: チャル キウン タル ハナ、ハングル: 잘 키운 딸 하나）は、韓国SBSにて2013年12月2日から2014年5月30日まで放送されたテレビドラマ。全122話。

## 概要
SBS日日ドラマ作品。ムン・ジョンスが企画、ユン・ヨンミが脚本、チョ・ヨングァンが演出、制作をキム・ジェイルおよびM&CLが担当した。
400年以上続く醤油製造の老舗を舞台に、母親と姉たちを守ろうと男として生きることを決意した一家の四女ハナが、後継者争い、敵対的買収を企む企業の存在など、さまざまな困難を乗り越えていく姿が作品のメインテーマ。
ハナ役を演じたパク・ハンビョルは2011年以降中国芸能界にて活動していたが、本作品が韓国芸能界への復帰作となった。

## 登場人物
登場人物は、個別に注釈があるものを除きに基づく:

### 主要人物
- チャン・ハナ：パク・ハンビョル

チャン家の跡継ぎだったミンソクとヒョソンの四女。父親の死後に誕生した。幼くして母と姉たちを守るためにチャン・ウンソンと名乗り、男として生活する決意をした。
- ハン・ユンチャン：イ・テゴン

SSグループ・ソル会長の腹心でファンソ醤油に出向中。シニカルな性格で場合によっては手が出ることもあったが、ハナ/ウンソンとの出会いをきっかけに変化していった。
- ソル・ドヒョン：チョン・ウヌ

ソル会長の息子でファンソ醤油に勤務。社員寮でハナ/ウンソンと同部屋となった。
- チャン・ラヒ：ユン・セイン

イム・チョンランの娘でハナ/ウンソンにとっては姉にあたる。旧名はコ・ラヒで、本人もファンソの血筋でない事を知っている。ドヒョンに恋をしていた。

### ファンソ醤油
- チャン・パンソ：パク・イナン

ファンソ醤油第13代待令熟手でハナの祖父。伝統に従い息子、ミンソクの死後は孫息子に後を継がせることを強く願っていた。
- ピョン・ジョンスン：キム・ジヨン

チョンランの母で元ファンソ醤油従業員。チョンランをファンソ醤油一家に入り込むことを思いつき、策略を働かせた張本人。
- イム・チョンラン：イ・ヘスク

ジョンスンの娘。未婚のままラヒを産んでシングルマザーとなった。ミンソクと一夜の関係を持ちその後ラゴンを出産。ファンソ醤油一家に「後妻」として入り込んだ。
- チュ・ヒョソン：ユン・ユソン

ミンソクの妻でハナの母。息子がいないという理由でファンソ醤油を追われたが、その後ハナを出産。末娘を「息子」としてファンソ醤油に送り込んだ。
- チャン・ハミョン：ハ・ジェスク

ハナの長姉で自閉症スペクトラム障害の当事者。妹たちがアメリカに引き取られた後は、唯一残された「弟」ハナ/ウンソンを全力をかけて守ろうとしてきた。
- チャン・ラゴン：キム・ジュヨン

チョンランの息子。ファンソ醤油の「長男」として育つ。ハナ/ウンソンを嫌い、何かと嫌がらせをしてきた。
- チャン・ミンソク：イ・ヨンボム[5]

パンソの息子でファンソ醤油の後継者。ハナの誕生前に事故で死去した。

### SSグループ
- ソル・ジンモク：チェ・ジェソン

SSグループ会長でドヒョン、ドウンの父。ミンソクとは高校時代の同級生だった。ファンソ醤油を買収しようと画策する一方、ドヒョンとユンチャンがどちらもハナ/ウンソンに惹かれていることを知り彼女に嫉妬心を抱いた。
- ソル・ドウン：ハン・ユイ

ドヒョンの妹。

### その他
- キム秘書：チョン・ドンギュ[7]

パンソの秘書。
- パク秘書：チ・ヨンソク
- キム・ジンチョル：カン・ソンミン

医師。かつてラヒの家庭教師をしていた時に彼女にひとめぼれをした。以来彼女の事が忘れられずにいる。ハナ/ウンソンが女性であることを知る数少ない人物。
- コ・グァンチョル：キム・ジングン[5]

ラヒとラゴンの実父。ハナ/ウンソンを狩猟場で銃撃した実行犯。

## 韓国国外での放送

### 台湾
2014年7月1日から同年9月1日まで八大電視系チャンネル八大戯劇台にて放送された。好好養大的女兒のタイトルが用いられた。

### ミャンマー
有料BS局のスカイ・ネット系チャンネルSKYNET International Dramaにて、2014年9月7日から放送された。

### 日本
2014年11月3日よりCS局の衛星劇場にて毎週月曜日、1日2話のペースで放送されたのを経て、民放BS局のBS日テレにて2015年3月11日から同年7月1日まで放送された。その後同年11月13日より再放送された。BS日テレでの放送時は、全122話を編集し全81話の形で放送している。

## 関連商品

### DVD
韓国国内ではDVDは未発売であり、制作・放送したSBSが公式サイト内でVODが提供している。日本版DVD-BOXはJVCケンウッド・ビクターエンタテインメントが2015年1月に発売した。

### CD
韓国では2014年2月にティーエス・アンド・カンパニーよりサウンドトラックCDの1作目が発売された。2作目は同年4月に発売されている。